# Tom Dean
Thomas William Darnton Dean (conocido como Tom Dean; Londres, 2 de mayo de 2000) es un deportista británico que compite en natación, especialista en el estilo libre; tricampeón olímpico y campeón mundial.

## Trayectoria
Participó en dos Juegos Olímpicos de Verano, obteniendo tres medallas, dos de oro en Tokio 2020, en las pruebas de 200 m libre y 4 × 200 m libre, y otra de oro en París 2024 (4 × 200 m libre).
Ganó seis medallas en el Campeonato Mundial de Natación, en los años 2022 y 2023, y una medalla de bronce en el Campeonato Mundial de Natación en Piscina Corta de 2022.
Además, obtuvo nueve medallas en el Campeonato Europeo de Natación entre los años 2018 y 2022, y una medalla de plata en el Campeonato Europeo de Natación en Piscina Corta de 2019.
En 2022 fue nombrado miembro de la Orden del Imperio Británico (MBE). Estudió Ingeniería Mecánica en la Universidad de Bath.
En 2024 participó en la vigesimosegunda temporada de Strictly Come Dancing de la BBC, formando pareja con la bailarina profesional Nadiya Bychkova. Fueron la primera pareja en ser eliminada de la competencia.

## Palmarés internacional
| Juegos Olímpicos                    | Juegos Olímpicos      | Juegos Olímpicos  | Juegos Olímpicos      |
| Año                                 | Lugar                 | Medalla           | Prueba                |
| ----------------------------------- | --------------------- | ----------------- | --------------------- |
| 2020                                | Tokio (Japón)         | Medalla de oro    | 200 m libre           |
| 2020                                | Tokio (Japón)         | Medalla de oro    | 4 × 200 m libre       |
| 2024                                | París (Francia)       | Medalla de oro    | 4 × 200 m libre       |
| Campeonato Mundial                  |                       |                   |                       |
| Año                                 | Lugar                 | Medalla           | Prueba                |
| 2022                                | Budapest (Hungría)    | Medalla de bronce | 200 m libre           |
| 2022                                | Budapest (Hungría)    | Medalla de bronce | 4 × 200 m libre       |
| 2022                                | Budapest (Hungría)    | Medalla de bronce | 4 × 100 m estilos     |
| 2023                                | Fukuoka (Japón)       | Medalla de oro    | 4 × 200 m libre       |
| 2023                                | Fukuoka (Japón)       | Medalla de plata  | 200 m libre           |
| 2023                                | Fukuoka (Japón)       | Medalla de bronce | 200 m estilos         |
| Campeonato Mundial en Piscina Corta |                       |                   |                       |
| Año                                 | Lugar                 | Medalla           | Prueba                |
| 2022                                | Melbourne (Australia) | Medalla de bronce | 200 m libre           |
| Campeonato Europeo                  |                       |                   |                       |
| Año                                 | Lugar                 | Medalla           | Prueba                |
| 2018                                | Glasgow (Reino Unido) | Medalla de oro    | 4 × 200 m libre       |
| 2021                                | Budapest (Hungría)    | Medalla de oro    | 4 × 100 m libre mixto |
| 2021                                | Budapest (Hungría)    | Medalla de oro    | 4 × 200 m libre mixto |
| 2021                                | Budapest (Hungría)    | Medalla de plata  | 4 × 100 m libre       |
| 2021                                | Budapest (Hungría)    | Medalla de plata  | 4 × 200 m libre       |
| 2021                                | Budapest (Hungría)    | Medalla de bronce | 200 m libre           |
| 2022                                | Roma (Italia)         | Medalla de oro    | 4 × 200 m libre mixto |
| 2022                                | Roma (Italia)         | Medalla de plata  | 4 × 100 m libre mixto |
| 2022                                | Roma (Italia)         | Medalla de bronce | 4 × 100 m libre       |
| Campeonato Europeo en Piscina Corta |                       |                   |                       |
| Año                                 | Lugar                 | Medalla           | Prueba                |
| 2019                                | Glasgow (Reino Unido) | Medalla de plata  | 400 m libre           |